# Gare de Stavelot
La gare de Stavelot était une gare ferroviaire belge de la ligne 45, de Waimes à Trois-Ponts, située sur le territoire de la commune de Stavelot, en Région wallonne, dans la province de Liège.
Elle est mise en service en 1867 par la Société royale grand-ducale des chemins de fer Guillaume-Luxembourg. C'était une gare de la Société nationale des chemins de fer belges (SNCB) fermée au trafic voyageurs en 1959 et au trafic marchandise en 1963[réf. nécessaire].

## Situation ferroviaire
Établie à 325 mètres d'altitude, la gare de bifurcation de Stavelot était située au point kilométrique (PK) 17,2 de la ligne 45, de Waimes à Trois-Ponts (fermée) entre les gares de Malmedy (fermée), dont elle était séparée par les haltes de Masta et Meiz, et de Trois-Ponts (ouverte). Elle était également l'aboutissement de la ligne 44, de Pepinster à Stavelot (tronçon fermé et désaffectée de Spa-Géronstère à Stavelot).

## Histoire
La gare de Stavelot est mise en service le 20 février 1867 par la Société royale grand-ducale des chemins de fer Guillaume-Luxembourg, lorsqu'elle ouvre à l'exploitation la ligne de Gouvy à Spa.
Construit à partir de 1865, le bâtiment des recettes, désormais démoli, était identique à l'origine à celui des gares de Francorchamps, Grand-Halleux et Vielsalm. Une photographie de 1890 illustre un bâtiment au corps central entouré d'ailes plus basses au toit à deux pentes et longues d'une seule travée. Il est agrandi à une date inconnue en donnant à ces ailes un second étage, une toiture dont le faîte culmine à la même hauteur que celui du corps central. Il apparaît sous cette forme en 1909 avec une petite aile de service à toit plat.
En dépit de pétitions émises en 1896 et 1908 par les édiles et administrés de la commune pour démolir l'ancienne gare, ou construire un nouveau bâtiment pour les voyageurs comme l’État belge l'avait fait en gare de Francorchamps, le bâtiment de 1867 qualifié de vieille bicoque délabrée indigne d'une ville de l'importance de Stavelot, l'administration des chemins de fer décide d’agrandir le bâtiment au moyen de deux petites ailes de part et d'autre ; le corps central est réaménagé avec l'agrandissement de la salle des pas perdus en transformant l'ancienne salle d'attente de deuxième classe, dont les installations déménagent dans la salle d'attente de troisième classe tandis que les anciens locaux du chef de gare deviennent la nouvelle salle d'attente de troisième classe. Une nouvelle contient des locaux pour les commis et une autre accueille le nouveau bureau du chef de gare et du téléphone. L'ancienne marquise est démontée et une nouvelle court le long de la façade se prolonge sur les côtés de la nouvelle aile de deux travées ; l'autre aile plus courte est prolongée par une aile à toit plat abritant les dépendances et jouxte le pavillon des toilettes déjà visible en 1909. La gare agrandie est en service en 1913, à temps pour l'entrée en fonction de la nouvelle ligne vers Malmédy qui fait de Stavelot une gare de bifurcation le 5 janvier 1914.
En 1923, une cabine de signalisation est érigée de l'autre côté des voies, face au bureau du chef de gare.
Stavelot est fermée au trafic voyageurs le 2 août 1959, lors de la fermeture du tronçon de Spa-Géronstère à Stavelot de la ligne 44 (déclassé en 1969). La ligne 45, qui avait également perdu ses derniers trains de voyageurs en 1959, ferme aux marchandises en 1983 mais rouvre néanmoins de 1989 à 2006 pour la desserte du Camp militaire d'Elsenborn que la fermeture de la Vennbahn menaçait de couper du réseau ferré. 
Inutilisé, le bâtiment de la gare est démoli en décembre 1976 sauf une petite partie sans étage du côté de Spa et Malmédy qui reste utilisée un temps et disparaît en juin 1978. La halle à marchandises a également été détruite[Quand ?]. 

## Après la fermeture
Les rails de la ligne 45, retirés en 2008, font place à un chemin piétons et cyclistes du réseau RAVeL en 2010.
Depuis la fermeture de la gare et la démolition du bâtiment (en 1976-78), la « friche » est restée en l'état avec toujours ses anciens pavés de la place. En février 2018, le collège communal a pour projet de réhabiliter ce lieu.